# Oliekatastrofe
En oliekatastrofe er en betegnelse for en katastrofe der medfører forurening af hav og kyster med olie med fatale konsekvenser for miljøet, specielt synligt er konsekvenserne for havets fugle.

## Eksempler på oliekatastrofer
| Juni 1989      | Supertankeren Exxon Valdez sank og forurenede et af de mest dyrerige områder i Nordamerika. |
| Marts 2001     | Baltic Carrier havarerer og lækker olie ud for Møn. |
| November 2002  | Tankeren Prestige sejler gennem danske farvande, havarerer og går til bunds ud for Spaniens kyst. Forureningen fra Prestige 40.000 tons olie slap ud. Mere end 2800 km spansk vestkyst blev forurenet, herunder 750 badestrande. Fiskeriet måtte lukke i 4 måneder – i et område der regnes for et af Europas mest fiskeri-afhængige. 200.000 havfugle og 200 sæler og hvaler døde. Tusindvis af frivillige hjælpere har været med til at fjerne olien fra strandene og klipperne. |
| Februar 2003   | Olietankeren Acushnet går på grund ved Samsø. |
| Maj 2003       | Fragtskibet Fu Shan Hai bliver sejlet ned i Østersøen ud for Bornholm og synker med sine fulde olietanke. |
| April - ? 2010 | Olieudslippet i den Mexikanske Golf 2010 |

## Naturen efter oliekatastrofen
De økologiske konsekvenser af olieforureninger kan være voldsomme, men tidsbegrænsede. Tusindvis af hav- og andefugle kan dø og bestandene kan blive reduceret markant.
Smådyr såsom krabber, orme, snegle og muslinger, der udgør fødegrundlaget for en lang række fisk og fugle, kan forsvinde lokalt. Havpattedyr som sæler og hvaler samt skildpadder kan blive svækkede og dø eller forsvinde fra området.
I arktiske områder, hvor biodiversiteten kan være lavere, og hvor nedbrydningen af olieprodukterne er langsom, vil de negative effekter kunne holde sig væsentligt længere end langs tropekyster. Det kan tage år for naturen at genetablere det økologiske system.

## Andre konsekvenser
Oliekatastroferne kan desuden have betydelige økonomiske konsekvenser for lokalbefolkningen. I arktiske områder, hvor fisk og fugle forsvinder, vil befolkningen risikere at komme til at mangle en væsentlig del af fødegrundlaget. Olieforurenede strande skræmmer sandsynligvis turister bort. Dette sås bl.a. i Spanien efter Prestiges forlis, hvilket igen kan have voldsomme socioøkonomiske konsekvenser.

## Arktisk olie
Hidtil har omfanget af oliekatastrofer i dansk farvand været begrænset. Hvis det viser sig, at undergrunden i havet omkring Grønland gemmer tilstrækkelige mængder af olie til at det kan betale sig at hente den op, så øger dette alt andet lige risiko for et olieudslip i danske farvande.